# 에스토니아 공군
에스토니아 공군(에스토니아어: Eesti õhuvägi)은 에스토니아 방위군의 항공 부문이다. 공군은 1918년까지 역사를 거슬러 올라가며 1991년 현재의 형태로 재설립되었다.
2016년 현재 에스토니아 공군은 1,568명의 병력을 보유하고 있다. 비무장 항공기와 여러 레이더 시스템을 운용하고 있다. 주요 임무는 에스토니아 영공에 대한 감시를 제공하고 에스토니아 육군을 지원하는 것이다. 또한 공군은 단일 작전 공군 기지에 다른 NATO 국가의 부대를 주둔시키고 있다.

## 역사

### 1918년~1940년
현재 조직의 뿌리는 1917년 2월의 러시아 혁명으로 거슬러 올라가는데, 그 후 에스토니아 국가는 국가 군대의 창설을 포함한 러시아 내 어느 정도의 자치권을 획득했다. 그래서 러시아 제국 육군의 많은 에스토니아인들은 고국을 위해 무기를 들기 위해 고국으로 돌아갔다. 1918년 초 에스토니아 독립 선언서는 1918년 동안 나치 독일을 침공하여 점령한 독일에게 인정되지 않았다. 에스토니아 군대는 해체되었다.
1918년 11월 11일 휴전 이후 에스토니아 임시정부는 즉시 군 항공 부대 설립에 착수했다. 1918년 11월 21일 공병대대 사령관 볼데마르 빅토르 리베르그는 아우구스트 루스에게 비행 부대를 편성하라고 명령했다. 공병대대 항공중대는 탈린 인근에 해상기와 육상기를 위한 공군기지를 설립하기 시작했지만 1919년 1월이 되어서야 최초의 작전용 항공기인 포로 소련 파르만 HF.30을 인수했다.
한편 1918년 11월 22일 소련 붉은 군대는 에스토니아를 공격했고 곧 그 나라의 대부분을 점령했다. 신생 에스토니아 군대는 외국의 도움을 받아 1919년 1월 초 가까스로 반격에 나섰고 2월 말에는 국가를 해방시켰다. 그 후 라트비아를 해방시키는 데 나아갔다. 항공 회사 항공기는 군대를 지원하기 위해 제한된 수의 임무를 수행했다. 1920년 2월 소련 러시아와의 평화 조약 이후 에스토니아 군대는 동원이 해제되었지만 항공 회사는 유지되었다. 더 많은 항공기가 전달되면서 육상 비행 중대, 해상 비행 중대, 비행 학교 및 작업장으로 구성된 항공 연대로 재편성되었다. 더 많은 기지와 해상 비행 기지가 건설되었다.
일부 항공연대 조종사들은 1924년 12월 1일 친소련 쿠데타 시도에 참여했지만 몇 시간 만에 분쇄되었다. 1925년부터 제1차 세계 대전 시대의 항공기는 점차 더 현대적인 종류로 대체되었다. 1928년 동안 항공연대는 대공 포병을 포함한 방공 조직의 통제하에 있게 되었다.

### 1991년~현재

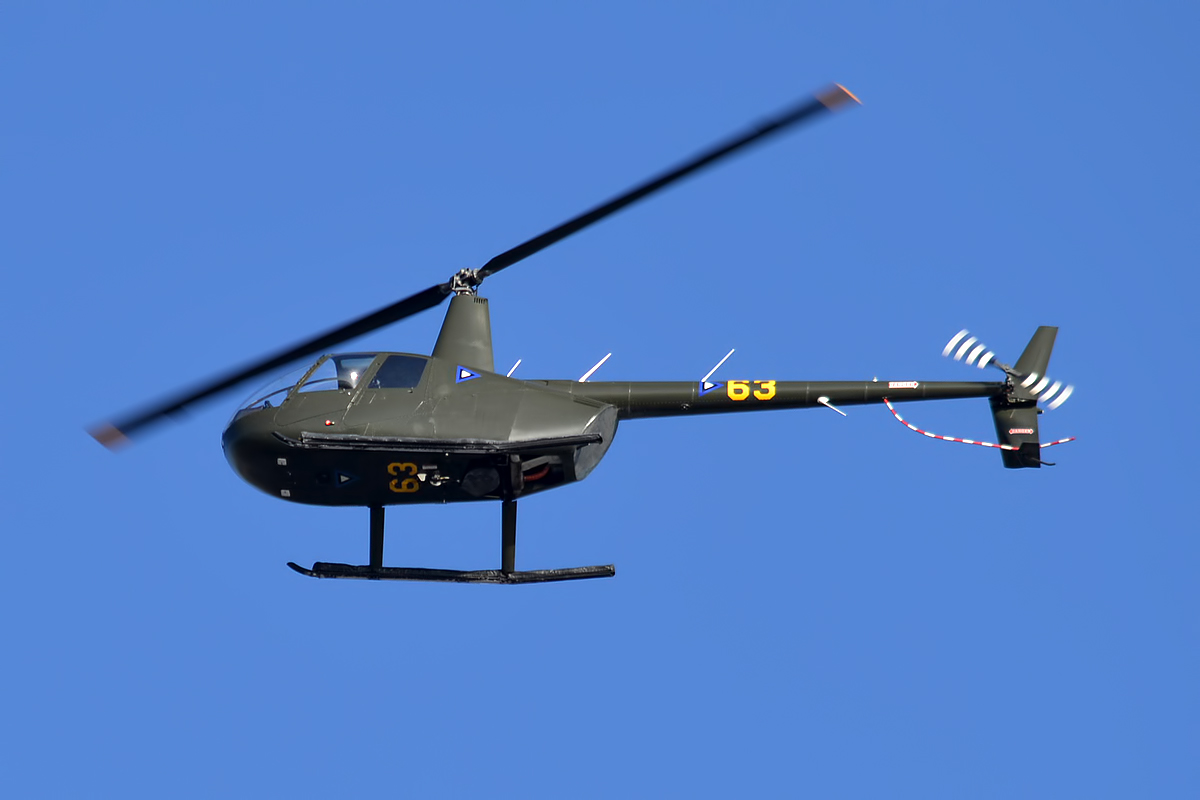
에스토니아 공군 R44

에스토니아 공군은 1991년 에스토니아의 독립 회복 이후 1991년 12월 16일 재창설되었다. 공군은 소련이 떠나기 전 대부분의 기반시설을 파괴하거나 훼손했기 때문에 개혁이 더뎠다.
공군 지휘통제본부는 1994년 4월 13일 탈린에 창설되었다. 1993년 2월 독일 정부는 2대의 Let L-410UVP 수송기를 기증하였다. 1994년 10월에 3대의 Mi-2 헬리콥터가 인도되었고, 1995년 11월에 4대의 Mi-8이 인도되었다. 처음에는 오래된 소련의 레이더와 AAA 장비만으로 지상, 공중 감시, 방공을 수행하던 공군은 1997년 5월 15일 탈린의 남쪽 애마리에 있는 옛 소련 Su-24 기지로 이전하였다. 1997-98년에 Mi-8 중 2대가 개량되었다.
에스토니아 공군은 소련군이 남긴 군사 인프라를 재건하고 있다. 자금의 대부분은 2011년 완공된 애마리 군용 비행장으로 향했다. 애마리 공군기지 개발의 목적은 NATO 및 파트너 국가의 공군과 협력하고, 호스트 국가 지원에 필요한 표준화된 비행장 및 항공기 서비스를 공급할 수 있는 것이다. 현대적이고 발전된 군용 항공 인프라가 부족하여 공군의 발전은 매우 더디게 진행되고 있다.

## 조직
공군의 주요 목표 중 하나는 항공 교통 안전 및 영공 통제의 초석이 될 항공 감시 시스템을 구축하는 것이다. 두 번째 우선 순위는 중요한 평시 방공 능력인 발틱 항공 치안 유지를 추가로 구현하여 항공 작전을 위한 주둔국 지원 능력을 개발하는 것이다. 중요한 이정표 중 하나는 항공 감시 시스템을 NATO 방공 시스템과 긴밀한 협력을 가능하게 하는 수준으로 발전시키는 것이다. 애마리 공군 기지의 목적은 NATO 및 파트너 국가의 공군과 협력하고 표준화된 비행장 및 항공기 서비스를 제공하여 주둔국 서비스를 제공하는 것이다.